# Ferring Sø
Ferring Sø är en dansk bräckvattensjö vid Västjyllands kust i Lemvigs kommun i Jylland.
Omedelbart söder om Ferring Sø ligger orten Ferring. Söder om Ferring sträcker sig Bovbjerg klint ungefär sex kilometer längs kusten.